# Toba Aquarium
Koordinaten: 34° 28′ 48″ N, 136° 51′ 0″ O

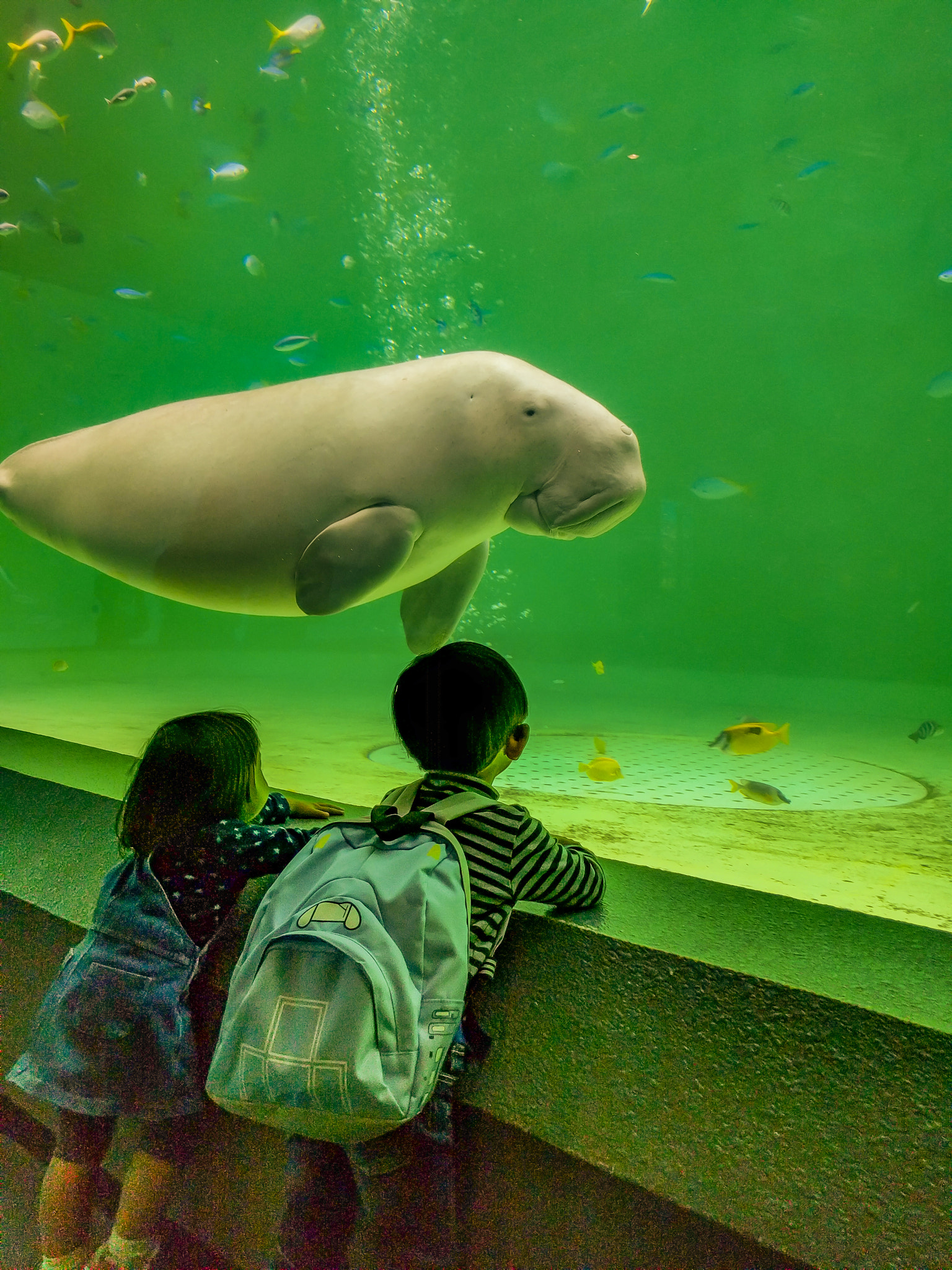
Kinder betrachten einen Dugong.

Das Toba Aquarium ist ein in der Stadt Toba gelegenes Aquarium. Es befindet sich in der japanischen Präfektur Mie auf der Shima-Halbinsel und wurde im Jahr 1955 eröffnet. Es ist Mitglied der Japanese Association of Zoos and Aquariums.

## Anlagenkonzept
Das Aquarium ist in zwölf Sektionen unterteilt. Dazu zählen das Performance Stadium, eine Anlage für Ohrenrobben (Otariidae), in der auch Darbietungen mit Seelöwen zu sehen sind; Marine Mammal Kingdom, wo in erster Linie Hundsrobben (Phocidae) gehalten und gezüchtet werden, sowie Living Fossils, eine Ausstellung, die Lebende Fossilien, beispielsweise die Pfeilschwanzkrebsart Tachypleus tridentatus, Quastenflosser (Coelacanthiformes), Störe (Acipenseridae), Perlboote (Nautilidae) und Lungenfische (Ceratodontiformes), zeigt. Weitere Ausstellungsschwerpunkte betreffen das Coral Reef Diving genannte große Schaubecken, das tropische Fische, Korallen und Schildkröten (Testudinata) enthält, sowie die Ausstellung lokaler Arten in Rivers in Japan und Sea of Kumano, Ise-Shima and around Japan, wo die in der Ise-Bucht sowie die an den Küsten von Kumano und der Shima-Halbinsel oder in heimischen Flüssen vorkommenden Tiere gezeigt werden. Die südamerikanische Tierwelt wird in den Abteilungen Jungle World und Swamp in the Forest behandelt und bezieht sich auf die Fauna des Amazonas sowie des Amazonas-Regenwaldes und zeigt beispielsweise Arapaimas sowie Reptilien- und Amphibienarten, u. a. verschiedene Pfeilgiftfrösche (Dendrobatidae).
Die Marmaid Sea ist eine Ausstellung, bei der Dugongs (Dugong dugon) im Mittelpunkt stehen. Eine besondere Attraktion für die  Besucher ist dabei das Serena genannte Dugong, das im Jahr 2021 bereits seit 30 Jahren im Aquarium lebt und damit den Altersrekord für in Gefangenschaft lebende Dugongs hält. Das Tier frisst jeden Tag 30 Kilogramm Seegras.
In der Polar Zone leben Pinguine (Spheniscidae), Otter (Lutrinae), Walrosse (Odobenus rosmarus) sowie weitere Tiere der Polar-Gebiete. An der Water Gallery – Aqua-Promenade können die Besucher an verschiedenen Freianlagen vorbei flanieren. In Special exhibition rooms werden wechselnde Sonderausstellungen zu speziellen faunistischen Themen geboten.

## Tierbestand
Im Toba Aquarium werden ca. 30.000 Tiere in 1200 Arten ausgestellt. Außer den typischen Meeresbewohnern sind Säugetiere, Vögel, Reptilien und Amphibien, die sämtlich einen Bezug zu Wasser haben, zu sehen. Nachfolgend sind einige Bilder aus dem Tierbestand des Aquariums gezeigt.

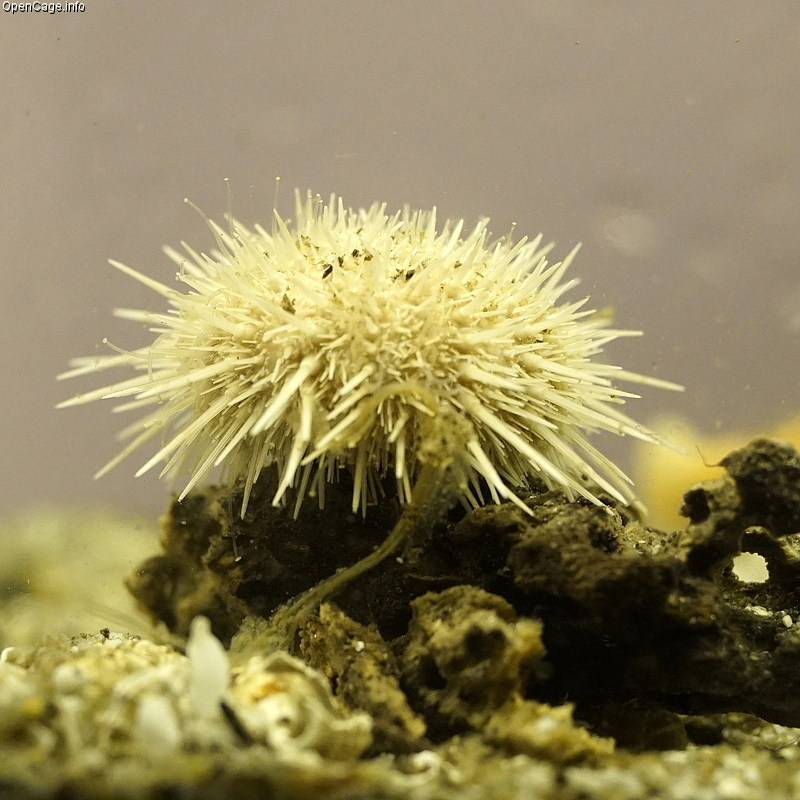
Gracilechinus lucidus (Seeigel)
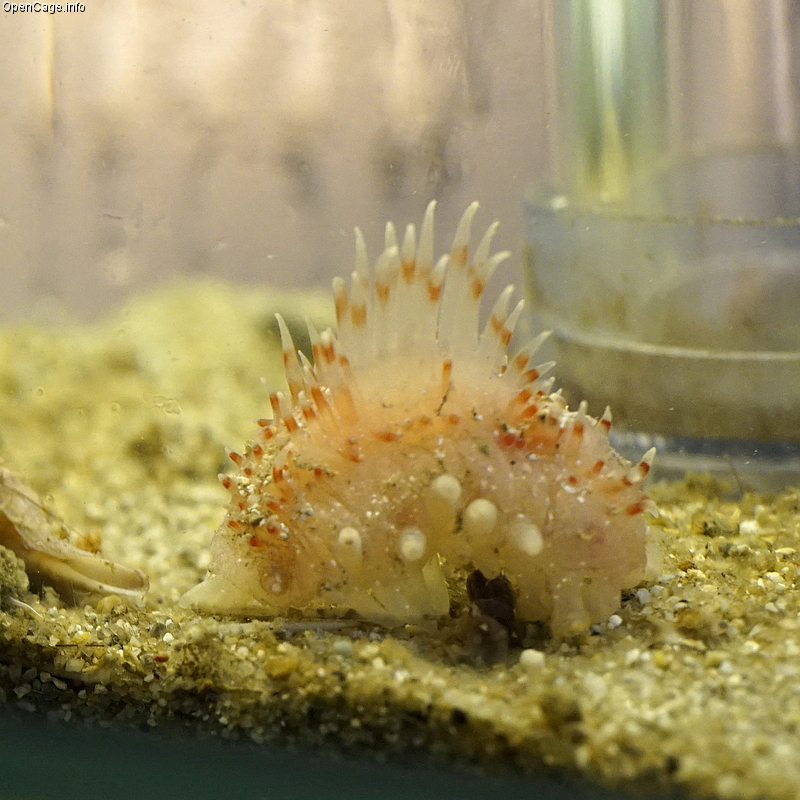
Laetmogone maculate (Seegurke)
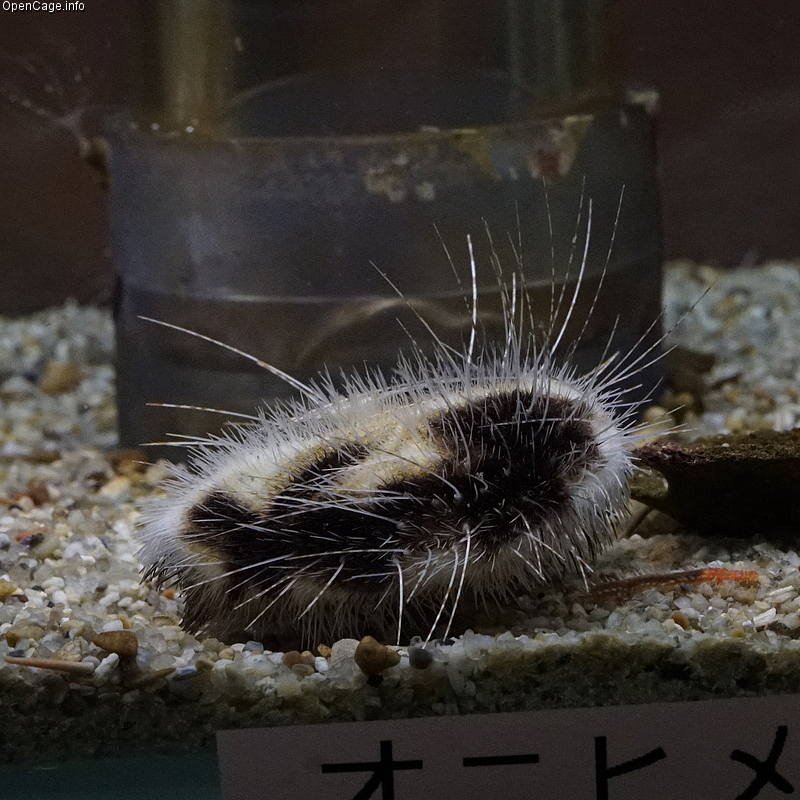
Maretia planulata (Herzigel)
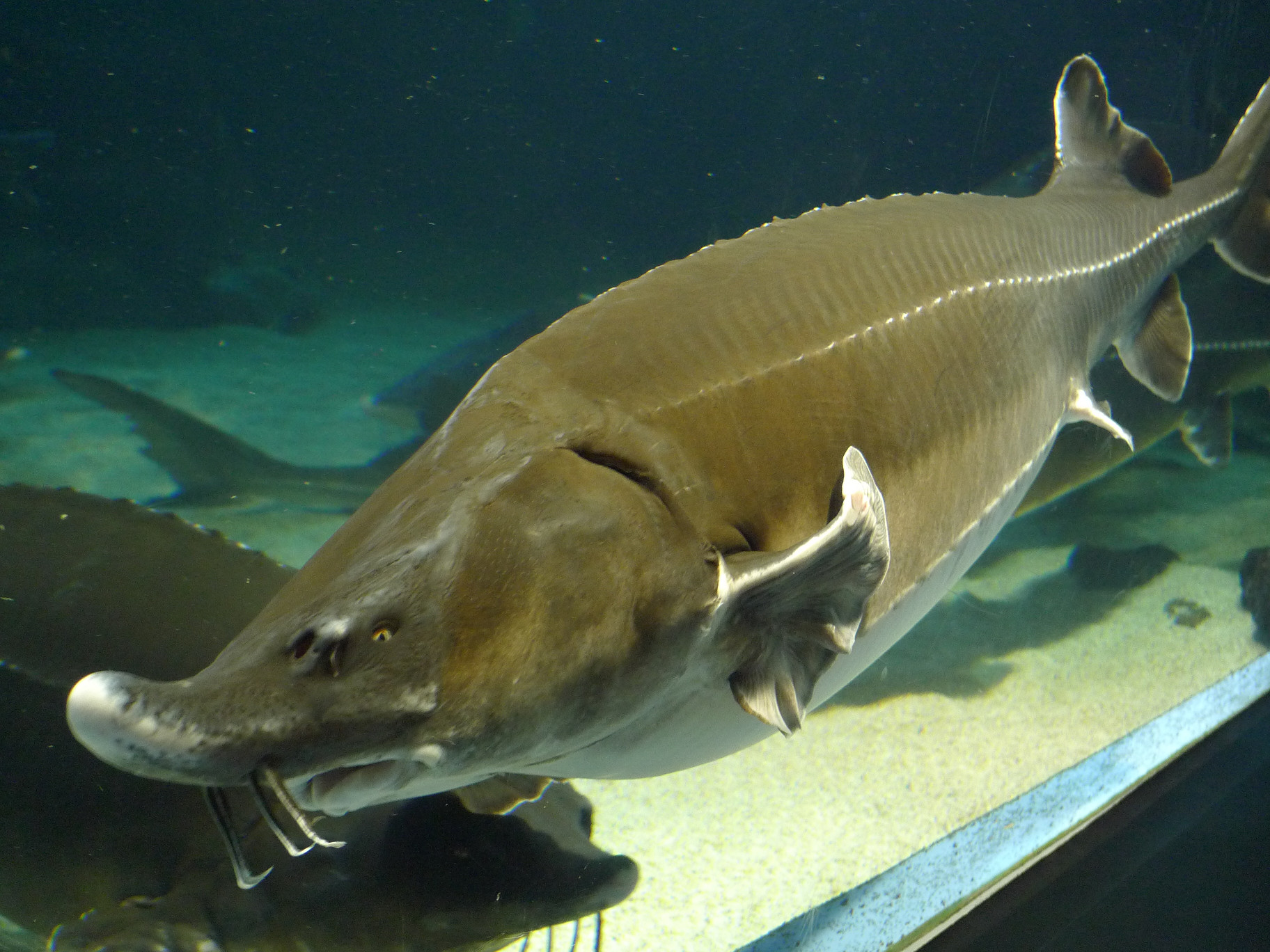
Beluga-Stör (Huso huso)
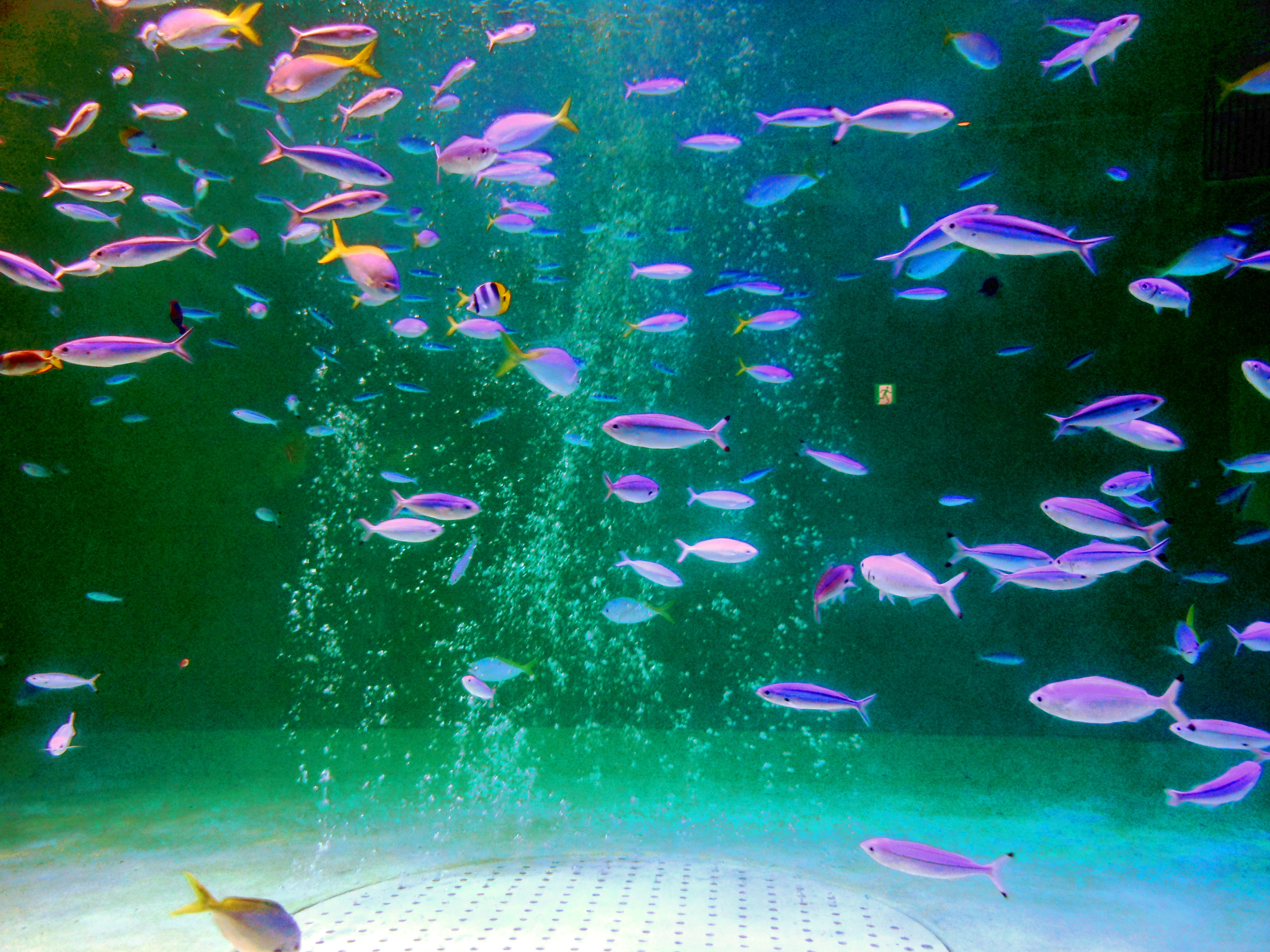
Schaubecken
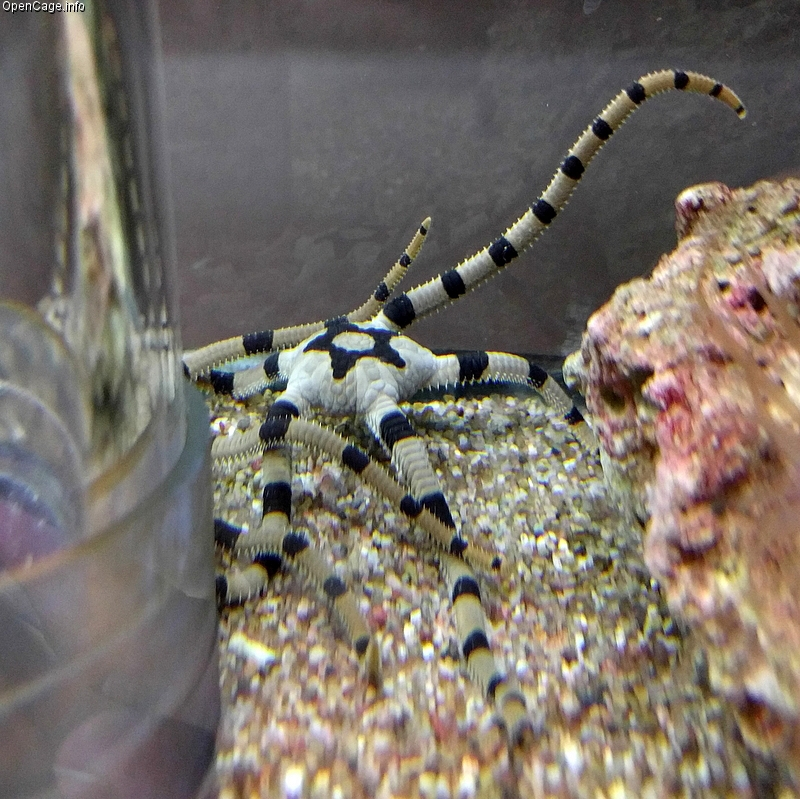
Gebänderter Schlangenstern (Ophiolepis superba)
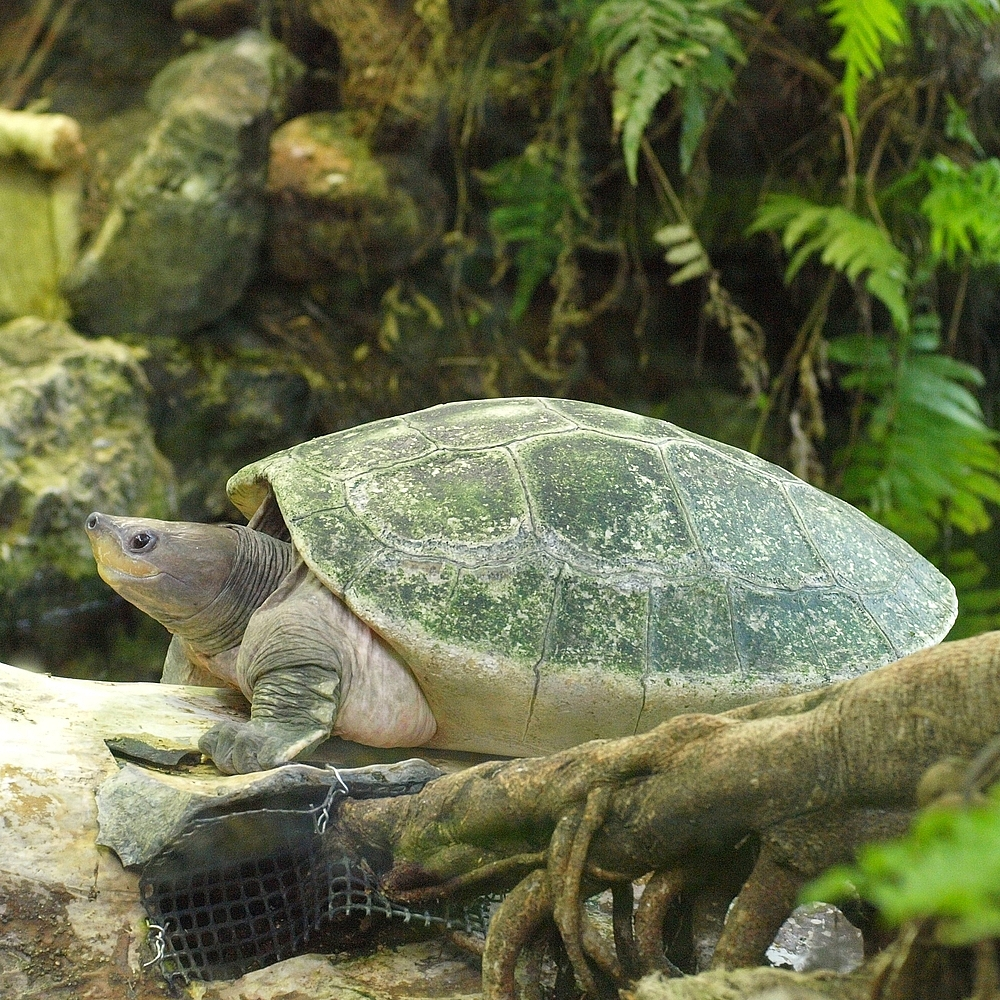
Callagur-Schildkröte (Batagur borneoensis)
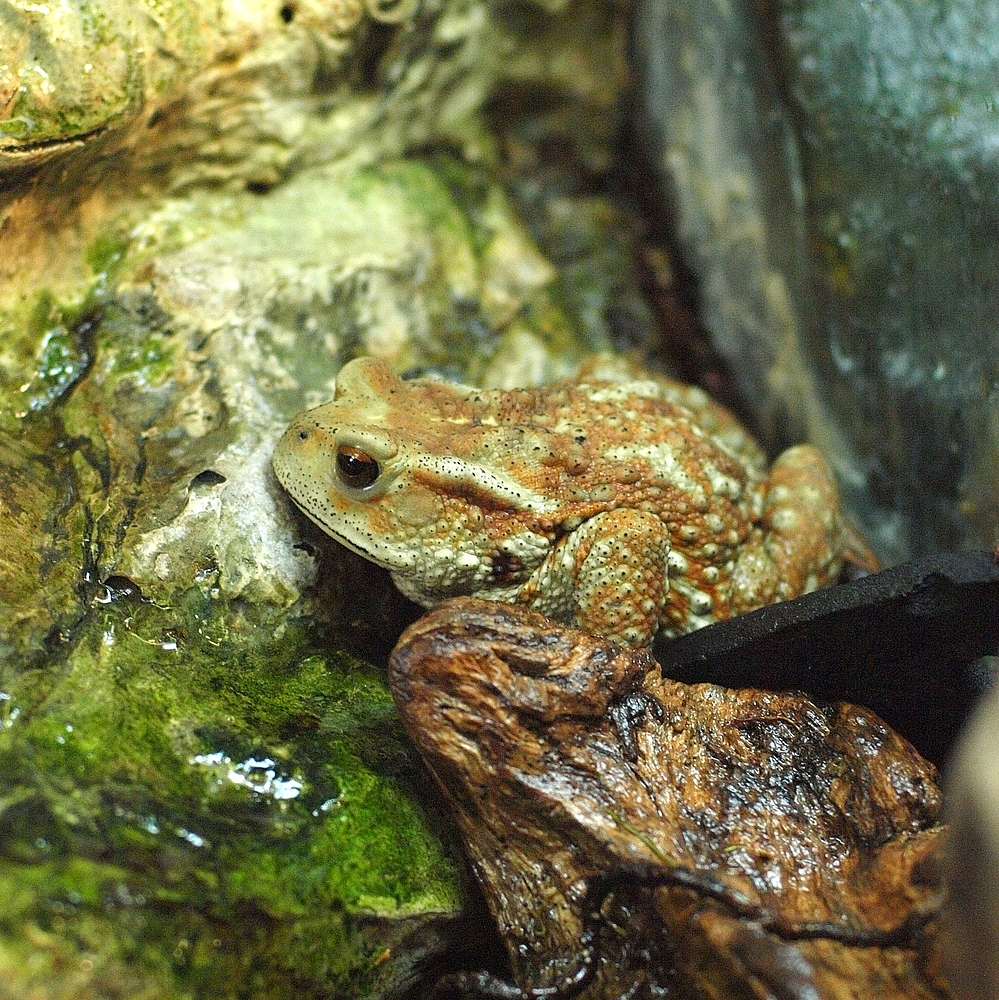
Bufo gargarizans
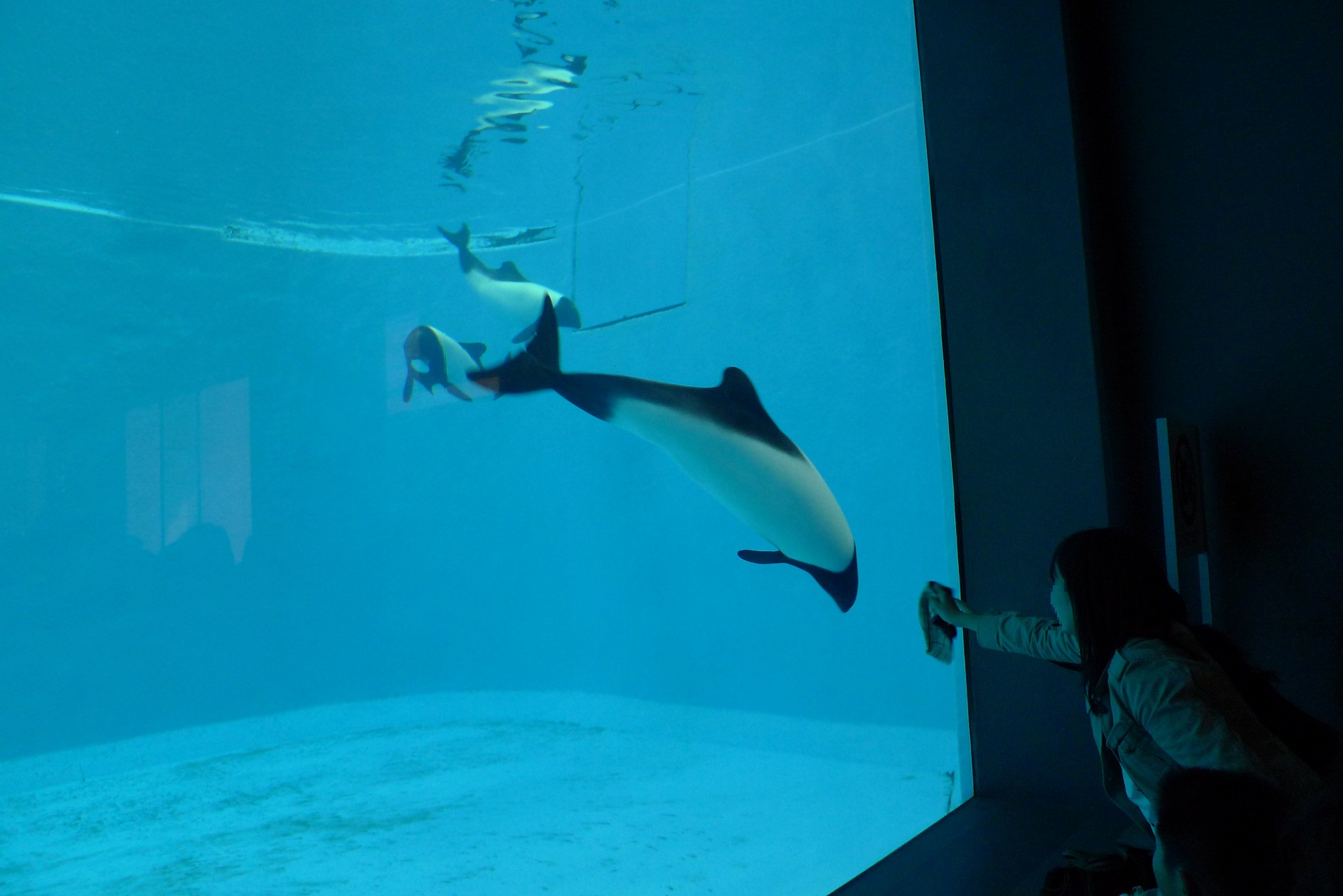
(Cephalorhynchus commersonii) Commerson-Delfin
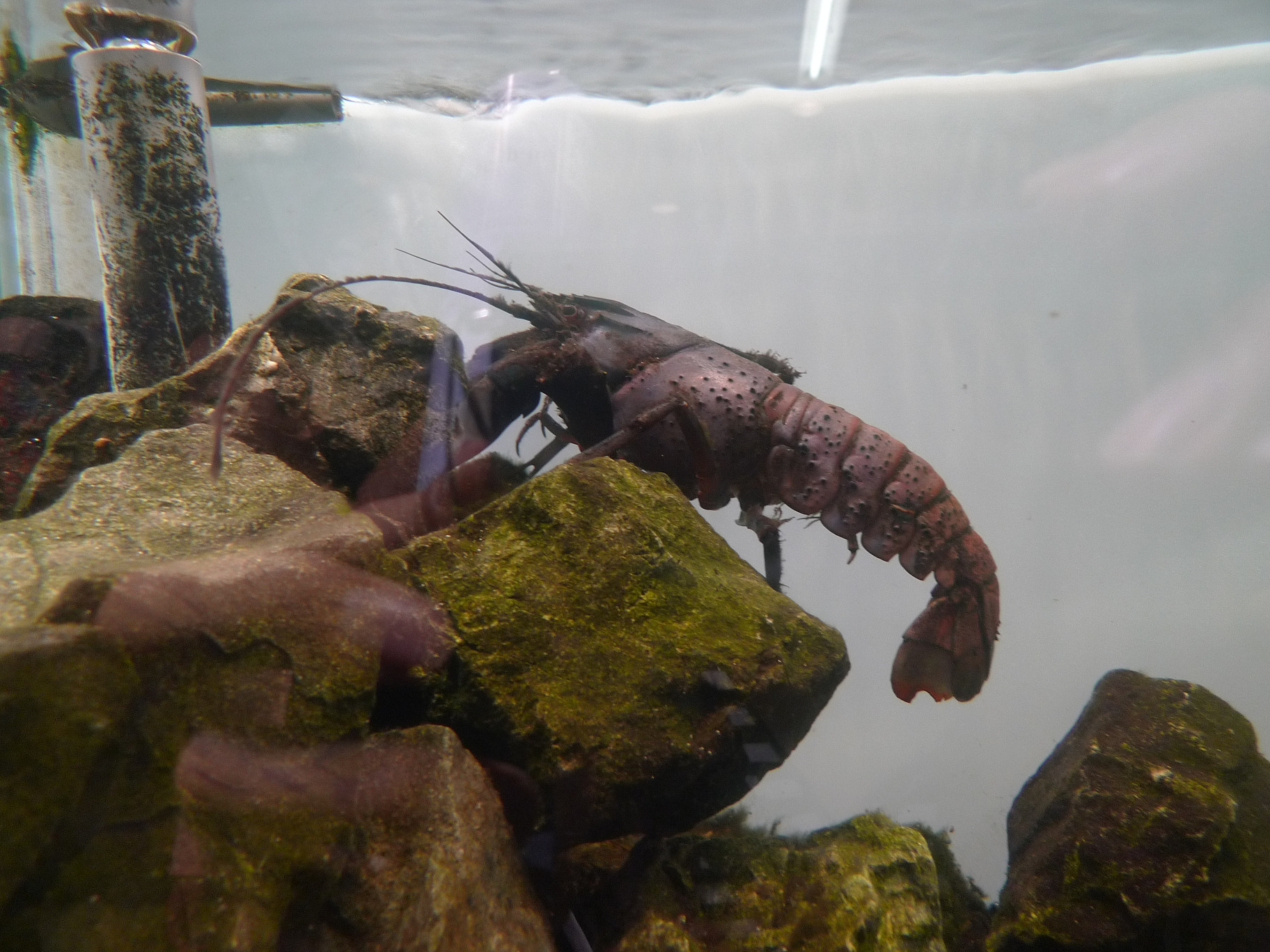
Flusskrebs
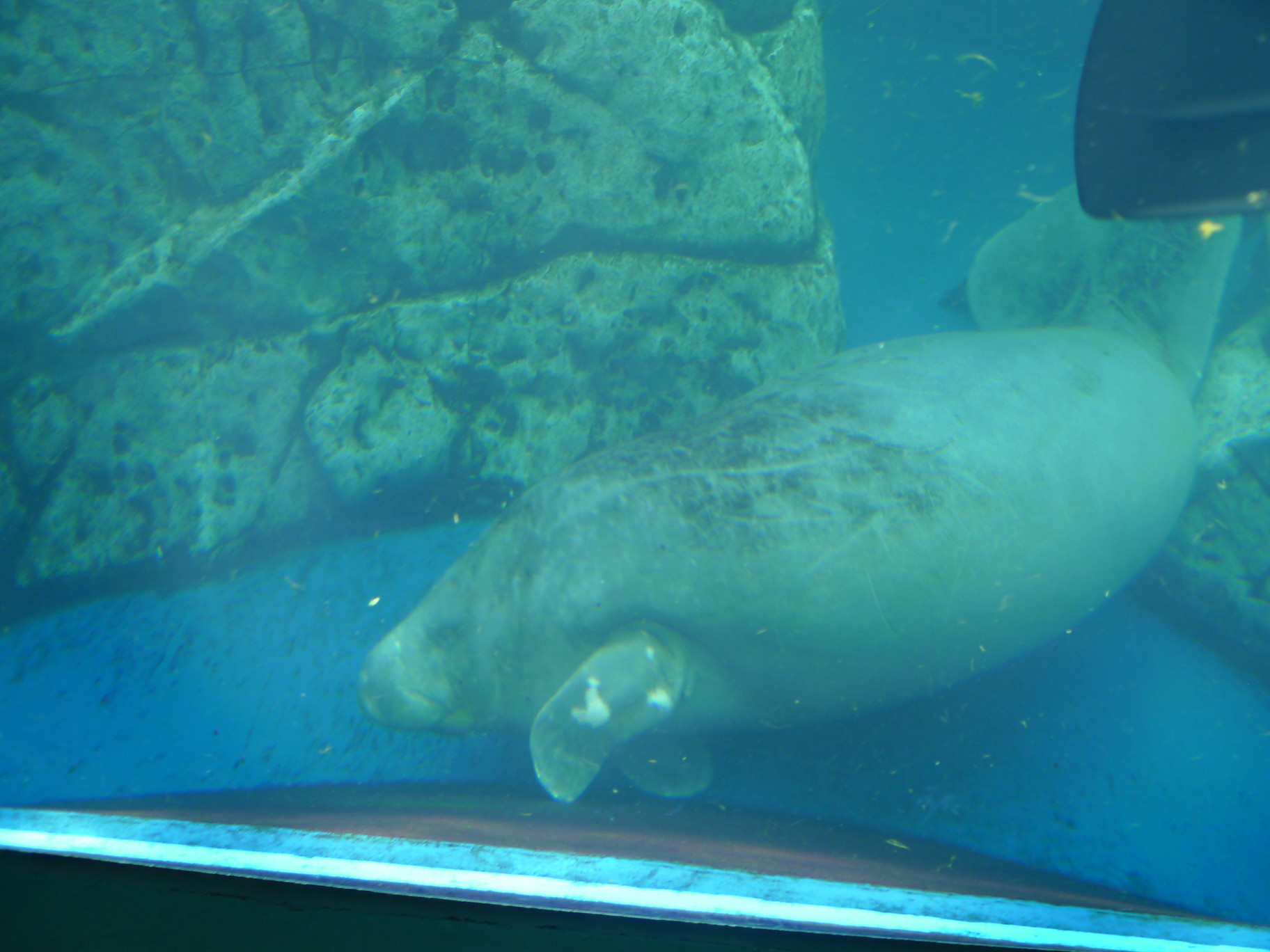
(Trichechidae) Manati

## Ausstellungsräume
Im Toba Aquarium werden auch Präparate von aquatischen Tieren ausgestellt, dazu gehören der Riesenmaulhai (Megachasma pelagios) und die Riesenassel (Bathynomus giganteus). Außerdem werden die Gehäuse verschiedener Muschelarten, beispielsweise Entemnotrochus rumphii, gezeigt.

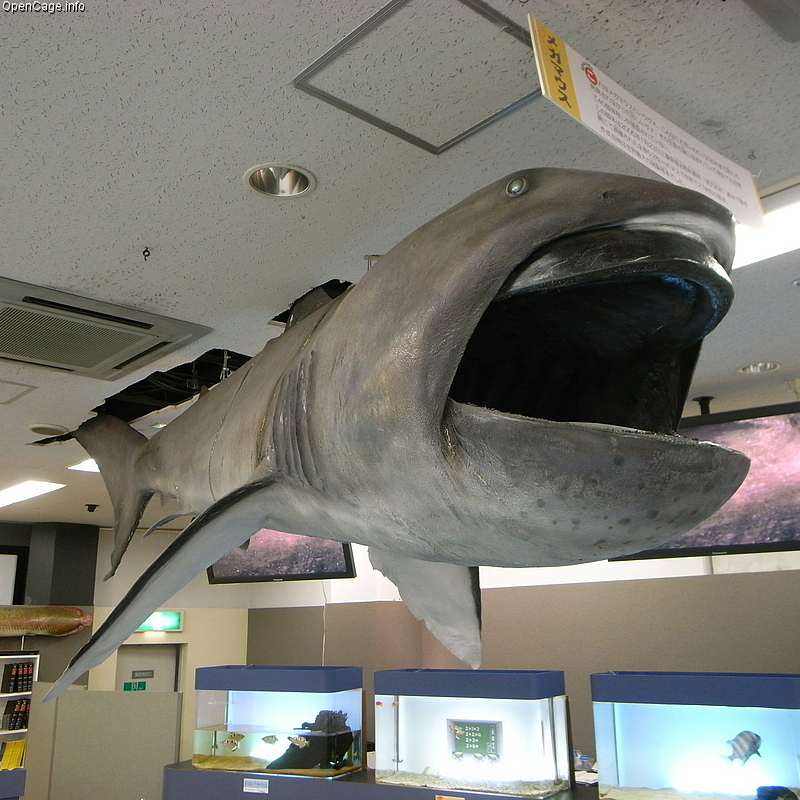
Riesenmaulhai
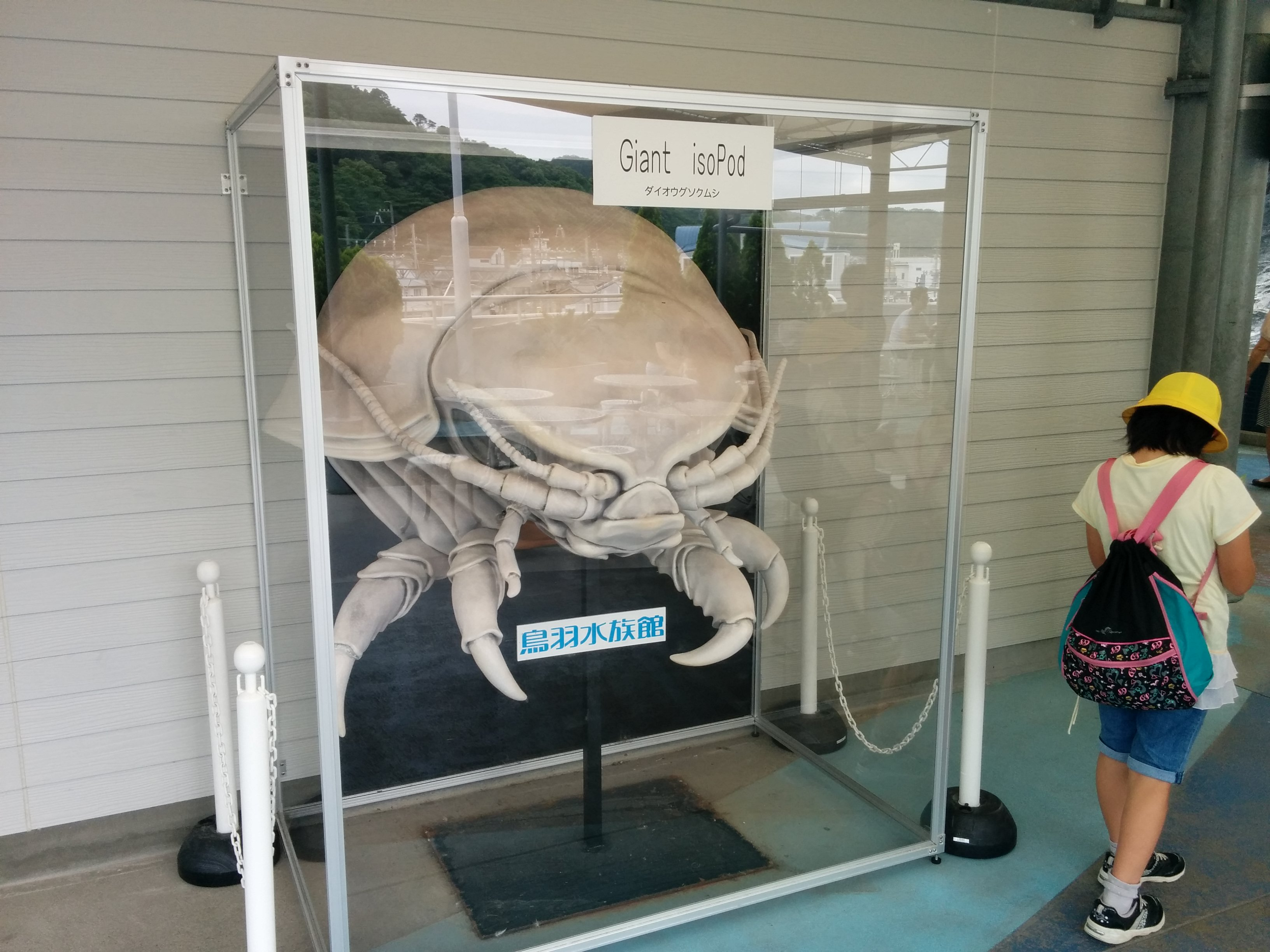
Riesenassel
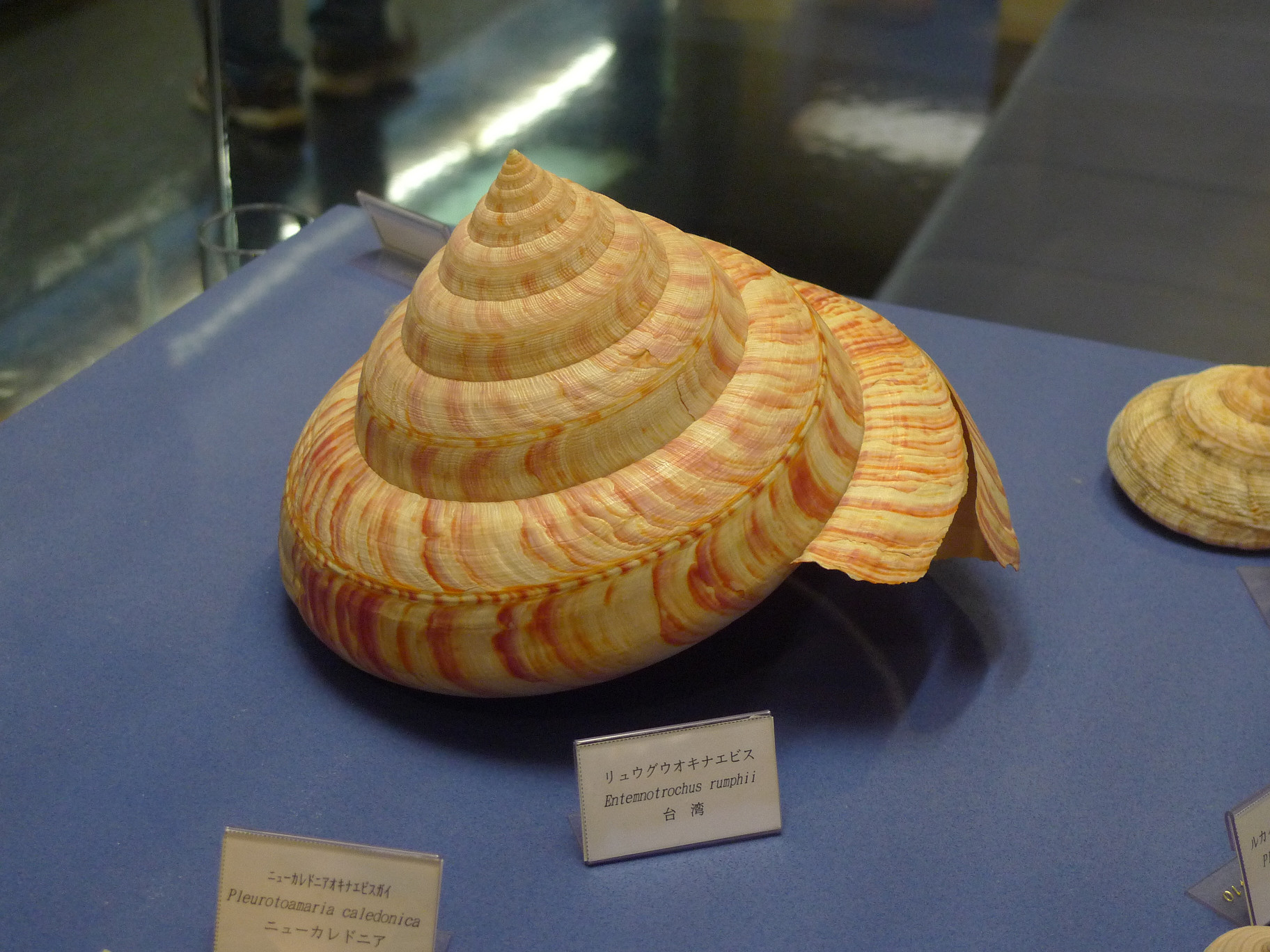
Entemnotrochus rumphii